# Колхоз
Колхо́з (на руски: колхоз, от коллективное хозяйство; чуйте) е форма на колективно селско стопанство в СССР.
При нея производствените средства (земя, оборудване, животни, семена и др.) са съвместна собственост и резултатите на труда се разпределят според общото решение на участниците. Колхозите съществуват паралелно с държавните стопанства, наречени совхози. Двете форми възникват в резултат на колективизацията след Октомврийската революция през 1917 г. като противоположност на феодализма и индивидуалното селско стопанство.

## Колхози при Сталин
Колхозникът е получавал дял от продукцията и възнаграждение, според работните дни, докато совхозникът е бил на заплата. В действителност колхозниците са получавали парично възнаграждение много рядко. Към 1946 г. 30% от колхозите не са възнаграждавали с пари, а 73% са изплащали под 500 грама зърно на работен ден. Освен това колхозът е бил длъжен да продава зърно на държавата при фиксирани цени, докато тя е препродавала продуктите му в градовете по много по-високи – примерно 1 килограм масло се е купувал от колхоза за 4 рубли и се е продавал за 28, а килограм месо – за 14 копейки и 30 рубли съответно, или 214,28 пъти по-висока.
Членовете на колхоза са имали право да разполагат с малко частна земя и животни. Площта на земята е била различна из различните части на Съветския съюз, но обикновено е била около 4 декара. Преди революцията селянин с по-малко от 55 дка земя се е считал за твърде беден, за да издържа семейство. И все пак ако колхозникът не е извършвал задължителния минимум работа, той е подлежал на наказания, включващи отнемане на частната земя или 1 година затвор в трудов лагер. Но личните участъци са били облагани с държавни налози в размер на 10 – 15% от изчислената от съветските икономисти годишна доходност, и нормите нарастват непрекъснато – примерно през периода 1940 – та 1948 – ма налога за една крава се увеличава с 483,33%, за свиня – с 500%, картофено насаждение – с 1000%, а от коза или овца – със 775%, въпреки скорошната разруха от почти четиригодишната война с Германия, засегнала особено тежко важни земеделски райони като Украинска ССР, Молдавска ССР, Кубан и Поволжието, като нормите на доходност са били увеличени през годините 1942 – 1943 – та, когато тези райони са били под окупация или в тях са се водели тежки сражения. Също така от личната си земя колхозниците са били длъжни да изпълняват планове за задължителни държавни доставки, наричани „оброк“, който също е растял – примерно през 1940 – 1948 – ма задължителните доставки на месо за колхозен двор нарастват с 25%, а на мляко – с между 33,33% и 55,56%, и също така през 48 – ма един колхозен двор задължително е бил длъжен да дава от 30 до 150 кокоши яйца. Тези доставки до 1954 – та са се изисквали и от колхозници, които са нямали местни селскостопански животни, или кокошки, защото са могли да бъдат заменяни с парични плащания или други продукти. През 1952 – ра с налог са обложени и пилетата, новородените прасенца, телетата и агнетата. Оброкът е отменен през 1958 – ма година. През периода 1927 – ма – 1958 – ма селяните редовно са принуждавани да купуват държавни облигации, които не са погасени, а всяко колхозно семейство е било задължено да прави и „доброволни“ такси. Колхозниците са били принуждавани да полагат принудителен труд за добив на дървесина и торф, а 6 дни годишно – и за строежа на пътища. А училищата, болниците, а при наличие – и детските градини са били издържани за сметка на колхозите. До 1964 – та колхозниците не получават пенсии, и в началото те са средно само по 12 рубли и 50 копейки месечно.
През 20 – те години се осъществява доброволна колективизация, но резултатите ѝ са незадоволителни – през 1929 – та колхозниците са едва 3,9% от селяните в СССР, като малко от тях са идейни комунисти, а повечето са бедни селяни, нямащи какво да губят.
В колхозите, както и в совхозите, на членовете им е било забранено да напускат кооперацията или да мигрират от селските райони към градските. Така селяните остават неразделно свързани с колхозите и совхозите в продължение на поколения. Заради това населението на СССР е сравнявало тази система с отмененото през 1861 – ва крепостничество и е тълкувало неофициално тогавашната абревиатура на управляващата партия като „Второ крепостно право (болшевики)“.
Доказателство за стопанската неефикасност на колхозите е факта, че независимо от това, че делът на частните селскостопански парцели в СССР е бил между 5 и 7% от площта на обработваемата земя, през 1940 – та те са давали по задължителните държавни доставки до 30% от картофите, 25% от птичето и животинското месо, 100% от яйцата, 26% от млякото и 22% от вълната.

## Статистики за СССР
Колхози и совхози в СССР: брой селски стопанства, среден размер и дял в аграрната продукция
| Година | Брой колхози | Брой совхози | Размер на колхоза, ha | Размер на совхоза, ha | Дял на колхозите | Дял на совхозите | Дял на домакинствата |
| ------ | ------------ | ------------ | --------------------- | --------------------- | ---------------- | ---------------- | -------------------- |
| 1960   | 44 000       | 7400         | 6600                  | 26 200                | 44%              | 18%              | 38%                  |
| 1965   | 36 300       | 11 700       | 6100                  | 24 600                | 41%              | 24%              | 35%                  |
| 1970   | 33 000       | 15 000       | 6100                  | 20 800                | 40%              | 28%              | 32%                  |
| 1975   | 28 500       | 18 100       | 6400                  | 18 900                | 37%              | 31%              | 32%                  |
| 1980   | 25 900       | 21 100       | 6600                  | 17 200                | 35%              | 36%              | 29%                  |
| 1985   | 26 200       | 22 700       | 6500                  | 16 100                | 36%              | 36%              | 28%                  |
| 1990   | 29 100       | 23 500       | 5900                  | 15 300                | 36%              | 38%              | 26%                  |

## Колхози след 1991 г.
След разпадането на Съветския съюз през 1991 г. започва процес на преминаване от планова икономика към пазарна такава. Преструктурирането на селските стопанства е било важна стъпка в този преходен период. Прието са закони, разрешаващи корпорациите. Тези корпорации са можели да се организират по различни начини, включително пак като колхози и совхози. Все пак, по мнението на повечето членове и мениджъри на тези корпорации, те все още продължават да функционират като старите колхози.
Брой на колхозите и корпоративни селски стопанства в Русия, Украйна и Молдова в периода 1990 – 2005 г.
|        | Русия        | Русия                        | Украйна      | Украйна                      | Молдова      | Молдова                      |
| Година | Брой колхози | Брой корпоративни стопанства | Брой колхози | Брой корпоративни стопанства | Брой колхози | Брой корпоративни стопанства |
| ------ | ------------ | ---------------------------- | ------------ | ---------------------------- | ------------ | ---------------------------- |
| 1990   | 12 800       | 29 400                       | 8354         | 10 792                       | 531          | 1891                         |
| 1995   | 5522         | 26 874                       | 450          | 10 914                       | 490          | 1232                         |
| 2000   | 3000         | 27 645                       | 0            | 14 308                       | 41           | 1386                         |
| 2005   | 2000         | 22 135                       | 0            | 17 671                       | 4            | 1846                         |

В останалите части на бившия СССР колхозите са отстранени почти напълно.